# Sergio Lepri
Sergio Lepri (Firenze, 24 settembre 1919 – Roma, 20 gennaio 2022) è stato un giornalista e saggista italiano.

## Biografia
Dopo aver studiato al Liceo Michelangiolo di Firenze e dopo essersi laureato in Filosofia all'Università degli Studi di Firenze nel giugno 1940, divenne sergente di fanteria durante la Seconda guerra mondiale. Dopo l'8 settembre del 1943 entrò nella Resistenza prima col Partito d'Azione, poi col Partito Liberale. Nel 1943-44 ebbe la sua prima esperienza giornalistica, redigendo il giornale clandestino del PLI fiorentino, L'Opinione. Nel 1944, dopo la liberazione di Firenze (11 agosto), fu eletto segretario cittadino del PLI, da cui uscì con l'ala sinistra che nel 1946 confluì nella Concentrazione Democratica Repubblicana insieme con la ex destra del Partito d'Azione di Ferruccio Parri e Ugo La Malfa, area a cui aderì anche Eugenio Montale.

### Carriera
Nel 1945 entrò nella redazione del quotidiano La Nazione del popolo, organo del Comitato toscano di liberazione nazionale. Qui fece il praticantato e nel febbraio 1946 divenne giornalista professionista. Continuò a lavorare come redattore nel quotidiano fiorentino, che nel 1947 mutò testata nel «Mattino dell'Italia centrale», poi ancora nel 1954 divenne Giornale del Mattino. Sotto la direzione di Ettore Bernabei Lepri fu inviato speciale negli Stati Uniti e in Unione Sovietica e corrispondente da Parigi. Raggiunse la carica di redattore capo.
Nel 1956 fu nominato portavoce di Amintore Fanfani, segretario nazionale della Democrazia Cristiana, e nel 1958-59 capo del Servizio stampa della Presidenza del Consiglio con Fanfani presidente. Nel settembre 1960 fu assunto dall'agenzia giornalistica ANSA. Quattro mesi dopo era già condirettore responsabile. Fu direttore responsabile per quasi trent'anni, dal gennaio 1962 al 15 gennaio 1990. All'agenzia creò negli anni 1970 l'archivio digitale delle notizie, il primo in Europa.
Dal 1988 al 2004 Sergio Lepri fu docente alla Luiss: insegnò Linguaggio dell'informazione e tecniche di scrittura nella Scuola superiore di giornalismo della Facoltà di scienze politiche.

### La morte
È morto a Roma il 20 gennaio 2022, all'età di 102 anni; la camera ardente venne allestita il 22 gennaio al Campidoglio nella Sala Protomoteca, al quale hanno presenziato amici e colleghi di cui volti politici e giornalisti; il suo corpo fu cremato e le ceneri tumulate accanto alla moglie nel Cimitero Monumentale delle Porte Sante di Firenze.

## Vita privata
Sposato con Laura Tatò († 2011), ha avuto tre figli: i giornalisti Stefano (1º giugno 1950), Paolo (10 ottobre 1954) e Maria (19 settembre 1960).

## Opere
- Permesso, scusi, grazie - dialogo fra un cattolico fervente e un laico impenitente, scritto con Ettore Bernabei, Rai Eri, 2015.
- News, manuale di scrittura e di stile per l'informazione scritta e parlata, con prefazione di Tullio De Mauro, Rizzoli, 2011.
- 1943, Cronache di un anno, libro digitale, multimediale, ipertestuale e interattivo, in corso di scrittura dal 2009 sul sito www.sergiolepri.it .
- Manuale di linguaggio giornalistico, Etas, 1976 e 1983;
- Le macchine dell'informazione, Etas, 1984;
- Medium e messaggio. Il trattamento linguistico e concettuale dell'informazione, Gutenberg, 1986 e 1987 (Premio Fabbri 1987, Premio Campione 1988, Premio Prato Europa 1988);
- Scrivere bene e farsi capire, Gutenberg, 1988 e 1989;
- Professione giornalista, Etas, 1991, 1993; terza edizione ampliata e aggiornata 2005.
- Vademecum di giornalismo, ANSA, 1993;
- Mezzo secolo della nostra vita, Gutenberg; primo volume 1992, secondo volume 1993 (Premio Smau 1993), terzo volume 1994;
- Dizionario della comunicazione, Le Monnier, 1994;
- L'abc del giornalismo e Le agenzie di stampa in Studiare da giornalista, Ordine dei giornalisti, 1986, 1990, 1996;
- Dentro le notizie. Cinquant'anni di cronaca, storie e personaggi, Le Monnier, 1997;
- I sei mesi che hanno cambiato la Cina, Sugarco, 1979.
- Con Francesco Arbitrio, Giuseppe Cultrera, Informazione e potere in un secolo di storia italiana. L'Agenzia Stefani da Cavour a Mussolini, Firenze, Le Monnier, 1999; 2001.

## Premi
- Premio Saint-Vincent 2002, intitolato a Indro Montanelli, "Testimone del secolo".
- Premio Marzotto di giornalismo nel 1953 per un'inchiesta sugli Stati Uniti
- Premio Saint-Vincent 1956 per un'inchiesta sull'Unione Sovietica.
- Premio Biagio Agnes alla Carriera 2016